# Fra Joan Garí
Fra Joan Garí o Fra Garí és un personatge llegendari, que fou tingut per històric, vinculat a la història de la fundació de l'abadia de Montserrat.

## Llegenda
Explica que, cap a l'any 859, quan era comte de Barcelona Guifré el Pelós, vivia a Montserrat un anacoreta anomenat Joan Garí. Tenia fama de ser molt auster, vivia menjant fruits del bosc i bevent aigua clara que tenia vora la seva cova, la Cova de Fra Garí, situada molt per damunt del camí que mena a l'ermita de Sant Miquel (que encara es conserva i pot ser visitada).
Fra Garí es va guanyar la fama de sant per la seva vida contemplativa, però el dimoni es proposà arruïnar-li la santedat utilitzant totes les temptacions que fessin falta. Llucifer sortí de les coves del Salnitre, a Collbató, disfressat d'ermità vell amb aspecte venerable, i procurà trobar-se com per casualitat amb Joan Garí. Quan es trobaren, Joan Garí li preguntà qui era i on vivia, i el dimoni respongué que feia trenta anys que s'estava fent penitència a una cova molt petita, i que només sortia una vegada cada deu anys a fora.
A poc a poc, el dimoni anà guanyant-se la confiança de l'anacoreta, fins al punt que Joan Garí el considerà el seu mestre. I Fra Garí anava cada tarda a visitar-lo per explicar-li els seus dubtes i tot el que li passava. Encara que el fals ermità intentava crear més dubtes i temptacions en Fra Garí, la seva fe era molt sòlida i costava molt d'anihilar fins i tot per al mateix dimoni.
Finalment, Llucifer calculà un nou estratagema: va endimoniar el cos de la donzella Riquilda, filla del comte Guifré el Pelós.
L'endimoniada no parava de cridar que només es guariria si l'exorcitzava Joan Garí, i per això el comte Guifré decidí portar-la a Montserrat immediatament. Allà la va guarir Joan Garí resant en silenci, però per por que no tornés a quedar posseïda de camí a Barcelona, el comte li pregà que admetés durant uns quants dies la seva filla a la cova. Garí dubtava, però finalment acceptà la petició. Insegur de si mateix, en veure que la temptació envaïa els seus pensaments, anà a buscar el fals ermità; però el diable, en comptes d'apaivagar els seus pensaments, encara els enardia més i l'instà a seguir els seus desitjos. Vençut per la temptació, fra Garí forçà la noia i la violà. Horroritzat per la seva falta, anà novament a demanar consell a l'ermità, i aquest li aconsellà -tot lliurant-li un ganivet- que el millor era desfer-se de la noia.
Morta la donzella, Garí se la va carregar al coll i l'enterrà d'amagat o, segons altres versions, l'estimbà daltabaix d'una penya. Un cop fet això, el fals ermità es mostrà de sobte en el seu autèntic aspecte, i veient que el Diable l'havia enganyat, Fra Joan marxà plorant aquella mateixa nit cap a Roma per demanar el perdó del Papa. A Roma, aquest, després d'escoltar-lo, li digué:
El teu pecat és tan gran que no sé pas si té perdó. Com una bèstia has pecat, com una bèstia has de fer penitència. Torna a Montserrat, camina sempre de mans a terra. No et rentis mai més ni toquis aigua si no és per beure. No diguis mai més paraula, perquè les bèsties tampoc no enraonen. Menja herbes i arrels de la muntanya. No et posis al damunt cap fil de roba, rep del tot els raigs del sol i la humitat de la serena. Fuig i esquiva el tracte de la gent. No miris mai el cel, perquè no n'ets digne.
Fra Garí sortí de Roma tal com li havia indicat el Sant Pare, trigà tres anys per arribar novament a Montserrat, on va viure sol durant set anys més sense ni dir paraula. El cos se li va ennegrir en cobrir-se-li de pèls llargs, talment com si fos un os.
Un dia, uns cavallers van anar a caçar, i veient-lo, van creure que era un animal; com que no semblava pas perillós, el capturaren i el tancaren en una gàbia amb la idea de regalar-lo al comte. Fou dut a Barcelona. En aquells mesos la comtessa havia donat a llum un nen, el príncep Miró. El baptisme del fill dels comtes es va fer amb gran solemnitat, amb un gran banquet al qual els cavallers portaren el monstre que havien capturat a Montserrat. Heus ací que la dida es passejava per allí portant el petit Miró en braços; quan l'infant veié l'animal, davant la sorpresa general, digué:
-Alça't, fra Garí, que Déu ja t'ha perdonat!
Aleshores fra Garí s'incorporà deixant tots els presents astorats. De seguida el comte va ordenar rentar-lo i tallar-li el pèl; tot seguit li demanà que què havia estat de la seva filla, que no havia tornat a veure des del dia que la hi va deixar.
Fra Garí li ho explicà tot i demanà un càstig pel seu crim, però el comte, magnànim, perdonà a qui Déu ja havia perdonat. Tot i així, Guifré demanà que almenys li digués on era el cos de la filla morta per tal d'enterrar-lo dignament a Barcelona. El seu seguici, conduït per l'anacoreta, arribà fins al punt indicat, però per alegria de tots la trobaren viva, miracle que la noia atribuïa a la intercessió de la Mare de Déu. La princesa va voler quedar-se per sempre a Montserrat, i el comte, agraït, ordenà que es construís un monestir de monges, el futur de Santa Cecília de Montserrat, del qual Riquilda en seria la primera abadessa.

## Orígens
Sembla que la versió catalana adapta una antiga llegenda d'origen siríac protagonitzada per Sant Jaume el Penitent. Durant l'Edat mitjana es va difondre per Europa, amb versions italianes, alemanyes i franceses, on el protagonista sempre s'anomena Joan. En el món islàmic, la llegenda guarda paral·lel amb la del santó Barsisa. El 1096 apareix un Joan Garí històric que podria haver ajudat a concretar-ne la denominació. Amb el temps, la llegenda es vinculà al cicle montserratí, al de Guifré el Pelós i al de Santes Creus.
La primera manifestació conservada de la llegenda catalana és del 1439, però hi ha notícies que ja el 1239 se'n representava com un misteri en un retaule montserratí amb text annex.

## Manifestacions artístiques
Sobre aquest mite s'inspiraren diversos autors literaris. Cristóbal de Virués en feu la base temàtica del poema èpic El Montserrate (1587) i de les obres de teatre La estrella de Montserrat de Cristóbal de Morales, Los desdichados dichosos de Pedro Calderón de la Barca (1658). És freqüent a la literatura catalana: Jacint Verdaguer el tracta a Llegenda de Montserrat (1880) i Joan Maragall a una de les Visions i cants (1900) i Josep Maria de Sagarra a El poema de Montserrat (1950). També apareix a Els planys de Joan Garí, monòleg de Santiago Rusiñol (1892) o Joan Garín y Satanás: leyenda mística de ermitañía, la cual pasa en la montaña de Montserrat d'Artur Capdevila (1935).
Tomás Bretón va fer el llibret i la música a una òpera, Garín, que fou estrenada al Gran Teatre del Liceu en 1892 i de la qual la Sardana orquestral es va fer popular. Salvador Maria Granés en el text i Ángel Rubio en la música la van parodiar el mateix any amb Guasín, estrenada a Madrid. Enric Morera també n'estrenà una obra escènica, Fra Garí, amb text de Xavier Viura.
També hi ha una obra anomenada Fra Garí dedicada a aquesta llegenda per a dues cobles, arpa i timbales del mestre Fèlix Martínez i Comín.
Al Museu d'Història de Barcelona hi ha dues talles sobre el mite, possiblement dels segles XVI-XVII. Procedeixen de l'antic palau comtal menor de Barcelona, també anomenat Palau de Valldaura, que es trobava a la desapareguda Riera de Sant Joan de Barcelona, Una d'aquestes talles representa Fra Garí i l'altra la dida del fill del comte Guifre